# Clay Johnson
Clayton H. Johnson (ur. 18 lipca 1956 w Nowym Jorku) – amerykański koszykarz, występujący na pozycji rzucającego obrońcy, mistrz NBA z 1982 roku.

## Osiągnięcia
NCAA
- Uczestnik turnieju NCAA (1978)
- Mistrz turnieju konferencji Big Eight (1978)

NBA
- Mistrz NBA (1982)[1]

CBA
- Wicemistrz CBA (1982)